# Leichtathletik-Weltmeisterschaften 2013/400 m der Männer

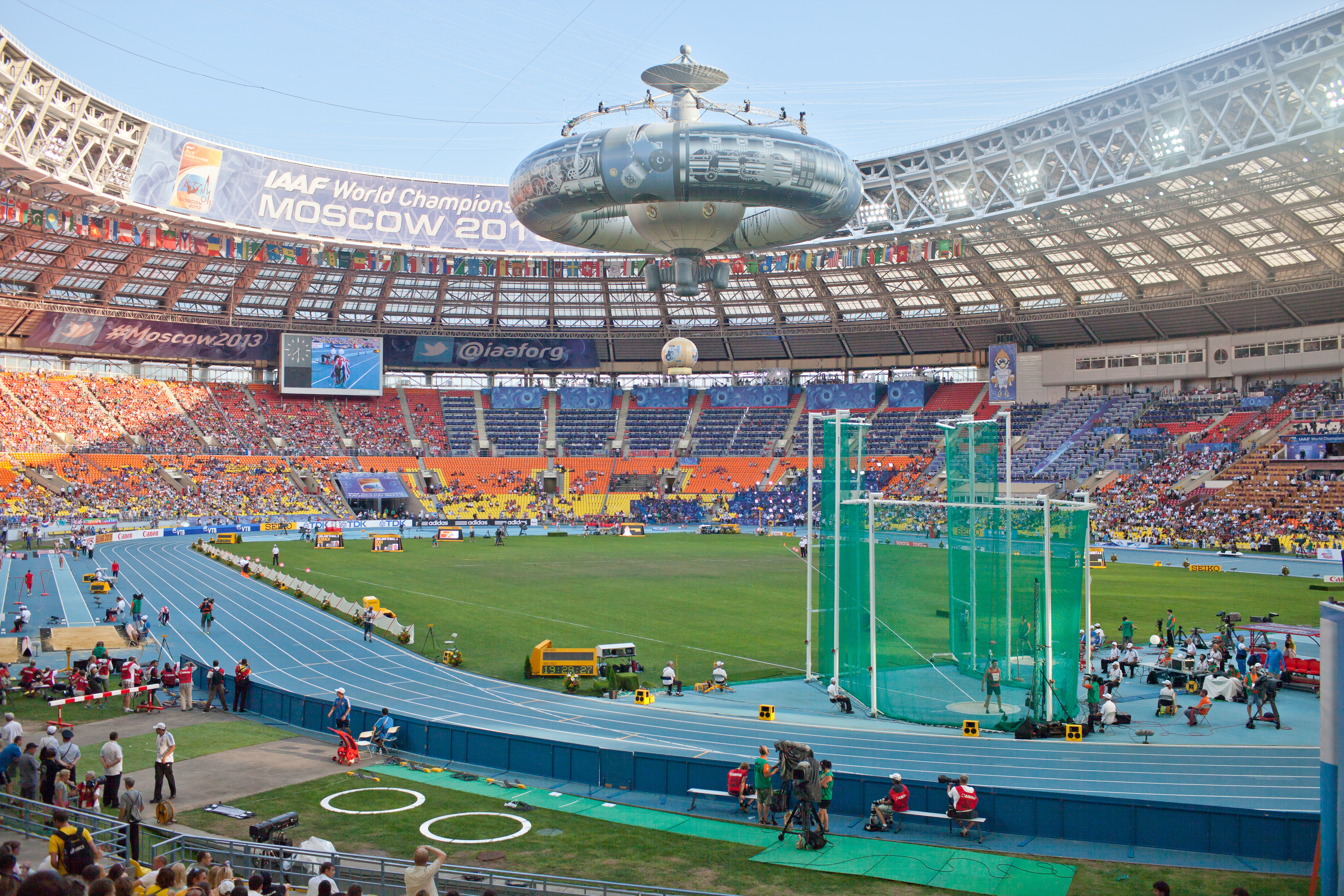
Das Olympiastadion Luschniki während der Weltmeisterschaften

Der 400-Meter-Lauf der Männer bei den Leichtathletik-Weltmeisterschaften 2013 wurde vom 11. bis 13. August 2013 im Olympiastadion Luschniki der russischen Hauptstadt Moskau ausgetragen.
In diesem Wettbewerb errangen die US-amerikanischen Läufer einen Doppelsieg.

Es gewann der Weltmeister von 2009, zweifache Vizeweltmeister (2007/2011) und Olympiasieger von 2008 LaShawn Merritt, der außerdem mit der 4-mal-400-Meter-Staffel seines Landes drei WM-Goldmedaillen (2007/2009/2011) und 2008 Olympiagold errungen hatte. Hier in Moskau gab es drei Tage nach dem 400-Meter-Einzelrennen das insgesamt vierte Staffelgold für den Athleten.

Silber ging an Tony McQuay, der mit der US-amerikanischen 4-mal-400-Meter-Staffel bei den Olympischen Spielen 2012 Silber gewonnen hatte und wie LaShawn Merritt Mitglied der hier siegreichen Staffel war.

Rang drei belegte der Olympiazweite von 2012 Luguelín Santos aus der Dominikanischen Republik.

## Bestehende Rekorde
| Weltrekord               | 43,18 s | Michael Johnson | WM 1999 in Sevilla, Spanien | 26. August 1999 |
| Weltmeisterschaftsrekord | 43,18 s | Michael Johnson | WM 1999 in Sevilla, Spanien | 26. August 1999 |

Der bestehende WM-Rekord wurde bei diesen Weltmeisterschaften nicht eingestellt und nicht verbessert.
Es gab eine Weltjahresbestleistung und zwei Landesrekorde.
- Weltjahresbestleistung:
  - 43,74 s – LaShawn Merritt (USA), Finale am 13. August
- Landesrekorde:
  - 44,61 s – Youssef Masrahi (Saudi-Arabien), erstes Halbfinale am 12. August
  - 44,84 s – Pavel Maslák (Tschechien), drittes Halbfinale am 12. August

## Vorrunde
Die Vorrunde wurde in fünf Läufen durchgeführt. Die ersten vier Athleten pro Lauf – hellblau unterlegt – sowie die darüber hinaus vier zeitschnellsten Läufer – hellgrün unterlegt – qualifizierten sich für das Halbfinale.

### Vorlauf 1

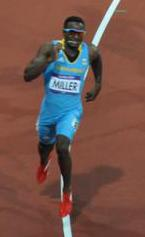
Ramon Miller – ausgeschieden als Fünfter in 47,53 s

11. August 2013, 11:05 Uhr
| Platz | Name                   | Nation     | Zeit (s)                       |
| ----- | ---------------------- | ---------- | ------------------------------ |
| 1     | Tony McQuay            | USA        | 45,06                          |
| 2     | Jonathan Borlée        | Belgien    | 45,24                          |
| 3     | Nick Ekelund-Arenander | Dänemark   | 45,81                          |
| 4     | Nery Brenes            | Costa Rica | 46,16                          |
| 5     | Ramon Miller           | Bahamas    | 47,53                          |
| DSQ   | Yoandys Lescay         | Kuba       | IAAF Rule 163.3 Bahnübertreten |
| DSQ   | Thet Zaw Win           | Myanmar    | IAAF Rule 163.3 Bahnübertreten |

### Vorlauf 2
11. August 2013, 11:13 Uhr
| Platz | Name                    | Nation        | Zeit (s) |
| ----- | ----------------------- | ------------- | -------- |
| 1     | Anderson Henriques      | Brasilien     | 45,13    |
| 2     | Javon Francis           | Jamaika       | 45,37    |
| 3     | Matteo Galvan           | Italien       | 45,39    |
| 4     | Youssef Masrahi         | Saudi-Arabien | 45,39    |
| 5     | Arman Hall              | USA           | 45,45    |
| 6     | Brian Gregan            | Irland        | 46,04    |
| 7     | Hamdinou Cheikh El Wely | Mauretanien   | 52,33    |

### Vorlauf 3

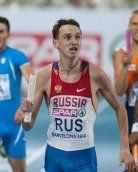
Wladimir Krasnow – ausgeschieden als Fünfter in 46,23 s

11. August 2013, 11:21 Uhr
| Platz | Name                     | Nation              | Zeit (s) |
| ----- | ------------------------ | ------------------- | -------- |
| 1     | LaShawn Merritt          | USA                 | 44,92    |
| 2     | Deon Lendore             | Trinidad und Tobago | 45,17    |
| 3     | Pavel Maslák             | Tschechien          | 45,44    |
| 4     | José Meléndez            | Venezuela           | 45,82    |
| 5     | Wladimir Krasnow         | Russland            | 46,23    |
| 6     | LaToy Williams           | Bahamas             | 46,65    |
| 7     | Ak Hafiy Tajuddin Rositi | Brunei              | 49,98    |

### Vorlauf 4
11. August 2013, 11:29 Uhr
| Platz | Name            | Nation                  | Zeit (s)                         |
| ----- | --------------- | ----------------------- | -------------------------------- |
| 1     | Luguelín Santos | Dominikanische Republik | 45,23                            |
| 2     | Kevin Borlée    | Belgien                 | 45,32                            |
| 3     | Chris Brown     | Bahamas                 | 45,39                            |
| 4     | Nigel Levine    | Großbritannien          | 45,41                            |
| 5     | Omar Johnson    | Jamaika                 | 45,97                            |
| 6     | Yūzō Kanemaru   | Japan                   | 46,18                            |
| DSQ   | Daniel Aleman   | Nicaragua               | IAAF Rule 163.3 – Bahnübertreten |

### Vorlauf 5

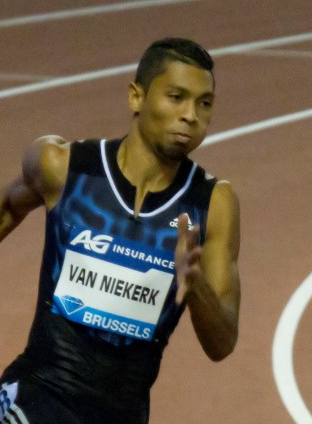
Der spätere Weltmeister, Olympiasieger und Weltrekordinhaber Wayde van Niekerk schied hier als Fünfter in 46,37 s aus

11. August 2013, 11:37 Uhr
| Platz | Name              | Nation                  | Zeit (s) |
| ----- | ----------------- | ----------------------- | -------- |
| 1     | Kirani James      | Grenada                 | 45,00    |
| 2     | Jarrin Solomon    | Trinidad und Tobago     | 45,19    |
| 3     | Javere Bell       | Jamaika                 | 45,20    |
| 4     | Gustavo Cuesta    | Dominikanische Republik | 45,93    |
| 5     | Wayde van Niekerk | Südafrika               | 46,37    |
| 6     | Kevin Moore       | Malta                   | 47,52    |
| 7     | Angelo Garland    | Turks- und Caicosinseln | 48,65    |

## Halbfinale
Aus den drei Halbfinalläufen qualifizierten sich die jeweils ersten beiden Athleten – hellblau unterlegt – sowie die darüber hinaus zwei zeitschnellsten Läufer – hellgrün unterlegt – für das Finale.

### Halbfinallauf 1
12. August 2013, 20:05 Uhr
| Platz | Name                   | Nation        | Zeit (s) |
| ----- | ---------------------- | ------------- | -------- |
| 1     | Youssef Masrahi        | Saudi-Arabien | 44,61 NR |
| 2     | Tony McQuay            | USA           | 44,66    |
| 3     | Anderson Henriques     | Brasilien     | 44,95    |
| 4     | Kevin Borlée           | Belgien       | 45,03    |
| 5     | Javon Francis          | Jamaika       | 45,62    |
| 6     | Nick Ekelund-Arenander | Dänemark      | 45,89    |
| 7     | Brian Gregan           | Irland        | 45,98    |
| 8     | Yūzō Kanemaru          | Japan         | 46,28    |

Im ersten Halbfinale ausgeschiedene Läufer:

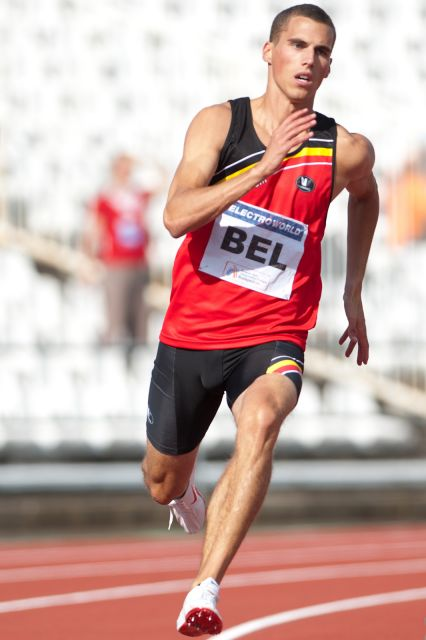
Kevin Borlée, 2011 WM-Dritter und 2010 Europameister – Rang vier in 45,03 s
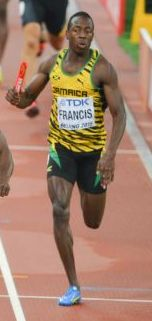
Javon Francis Rang fünf in 45,62 s
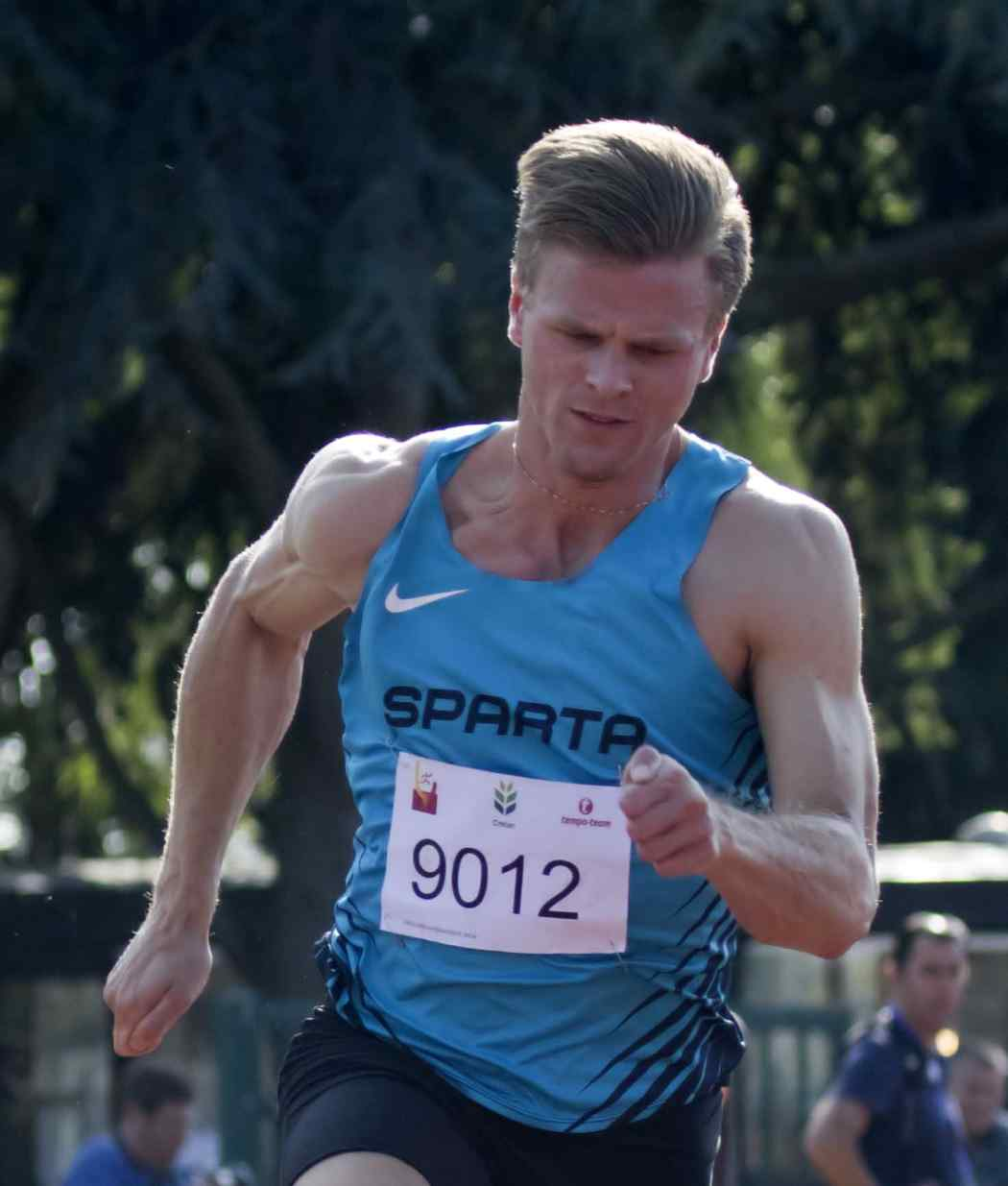
Nick Ekelund-Arenander Rang sechs in 45,89 s
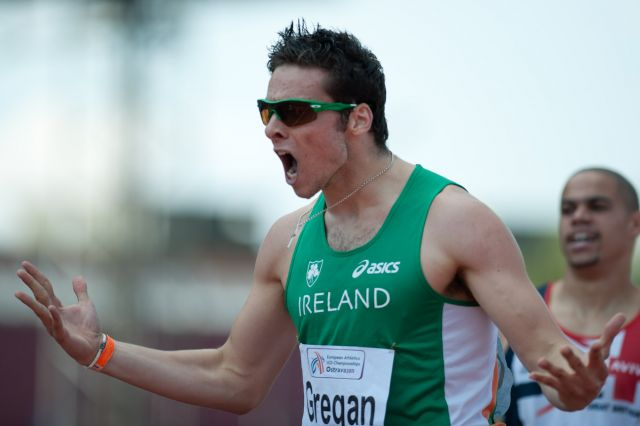
Brian Gregan Rang sieben in 45,98 s

### Halbfinallauf 2

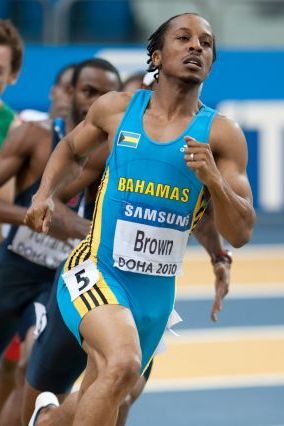
Chris Brown – ausgeschieden als Dritter in 45,18 s
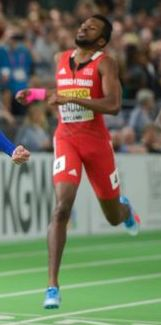
Deon Lendore – ausgeschieden als Vierter in 45,47 s
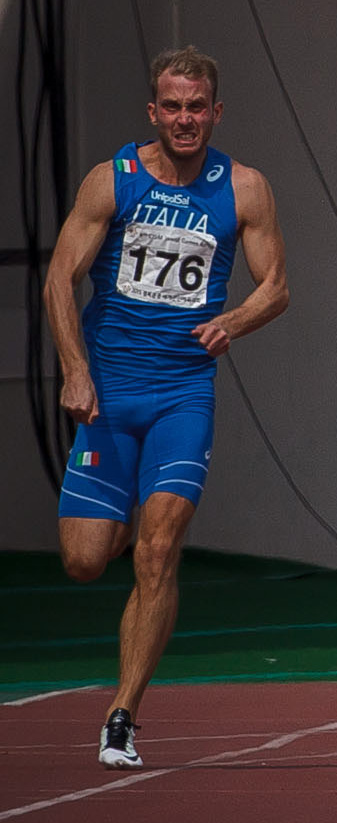
Matteo Galvan – ausgeschieden als Fünfter in 45,69 s

12. August 2013, 20:13 Uhr
| Platz | Name            | Nation                  | Zeit (s) |
| ----- | --------------- | ----------------------- | -------- |
| 1     | LaShawn Merritt | USA                     | 44,60    |
| 2     | Jonathan Borlée | Belgien                 | 44,85    |
| 3     | Chris Brown     | Bahamas                 | 45,18    |
| 4     | Deon Lendore    | Trinidad und Tobago     | 45,47    |
| 5     | Matteo Galvan   | Italien                 | 45,69    |
| 6     | Omar Johnson    | Jamaika                 | 45,89    |
| 7     | Gustavo Cuesta  | Dominikanische Republik | 45,93    |
| 8     | José Meléndez   | Venezuela               | 46,22    |

### Halbfinallauf 3

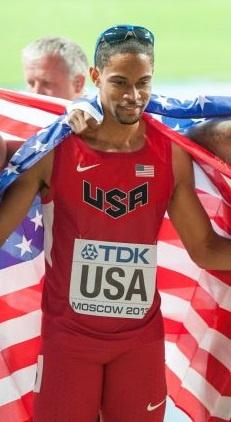
Arman Hall (hier nach dem Staffelsieg der USA) – ausgeschieden als Fünfter in 45,54 s
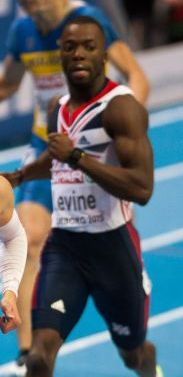
Nigel Levine – ausgeschieden als Sechster in 45,60 s
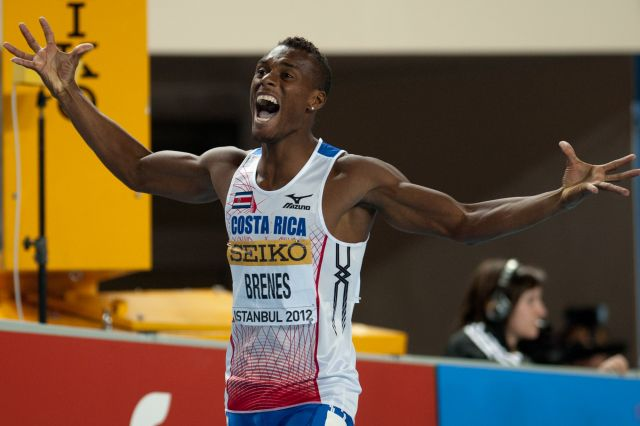
Nery Brenes – ausgeschieden als Achter in 46,34 s

12. August 2013, 20:21 Uhr
| Platz | Name            | Nation                  | Zeit (s) |
| ----- | --------------- | ----------------------- | -------- |
| 1     | Kirani James    | Grenada                 | 44,81    |
| 2     | Luguelín Santos | Dominikanische Republik | 44,83    |
| 3     | Pavel Maslák    | Tschechien              | 44,84 NR |
| 4     | Jarrin Solomon  | Trinidad und Tobago     | 45,43    |
| 5     | Arman Hall      | USA                     | 45,54    |
| 6     | Nigel Levine    | Großbritannien          | 45,60    |
| 7     | Javere Bell     | Jamaika                 | 45,77    |
| 8     | Nery Brenes     | Costa Rica              | 46,34    |

## Finale
13. August 2013, 21:50 Uhr
| Platz | Name               | Nation                  | Zeit (s) |
| ----- | ------------------ | ----------------------- | -------- |
| 1     | LaShawn Merritt    | USA                     | 43,74 WL |
| 2     | Tony McQuay        | USA                     | 44,40    |
| 3     | Luguelín Santos    | Dominikanische Republik | 44,52    |
| 4     | Jonathan Borlée    | Belgien                 | 44,54    |
| 5     | Pavel Maslák       | Tschechien              | 44,91    |
| 6     | Youssef Masrahi    | Saudi-Arabien           | 44,97    |
| 7     | Kirani James       | Grenada                 | 44,99    |
| 8     | Anderson Henriques | Brasilien               | 45,03    |

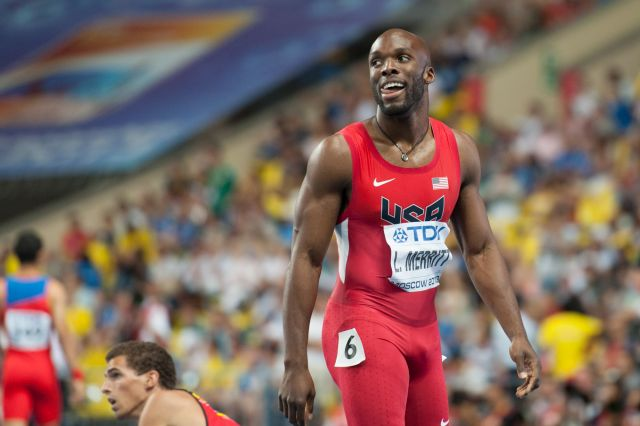
Zweiter WM-Titelgewinn nach 2009 für LaShawn Merritt

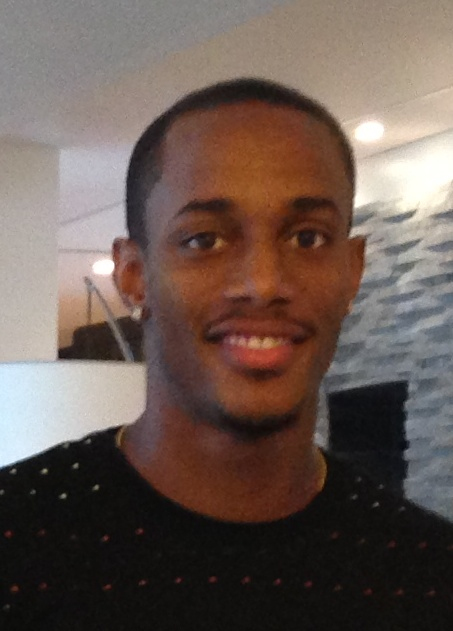
Vizeweltmeister Tony McQuay gewann drei Tage später außerdem Staffelgold mit dem US-Team
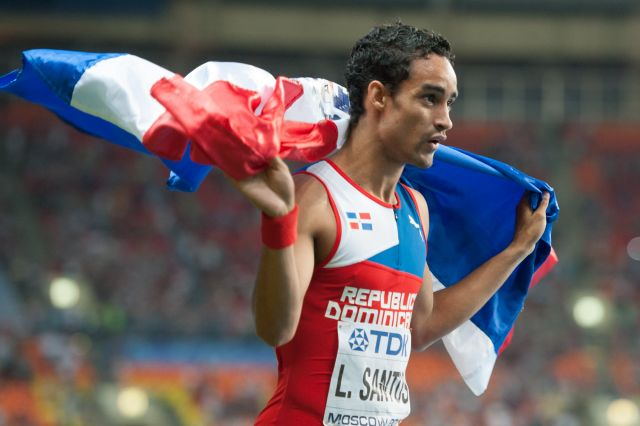
Bronze für den Olympiazweiten von 2012 Luguelín Santos
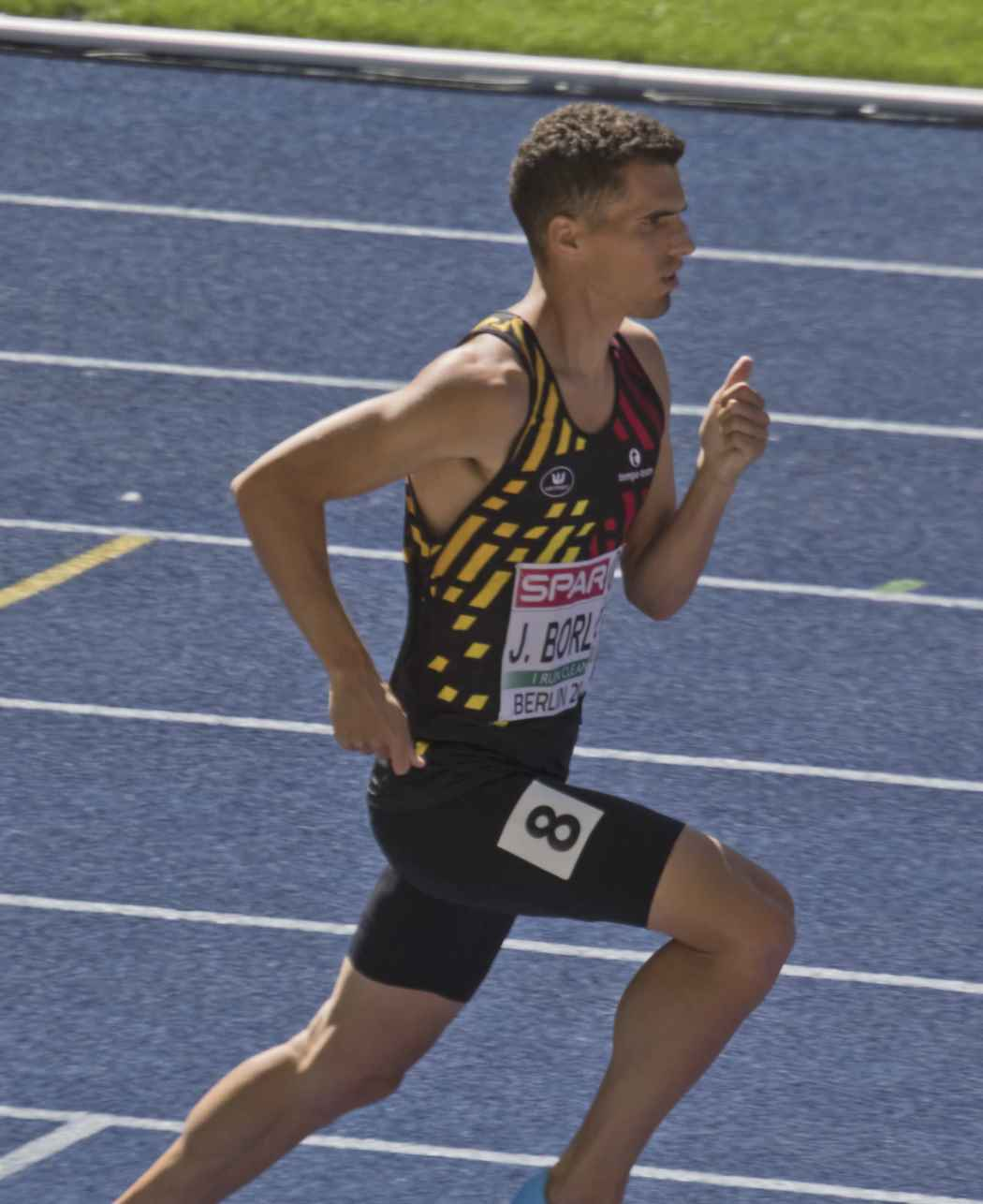
Etwas überraschend war diesmal Jonathan Borlée als Vierter der stärkste der Borlée-Brüder
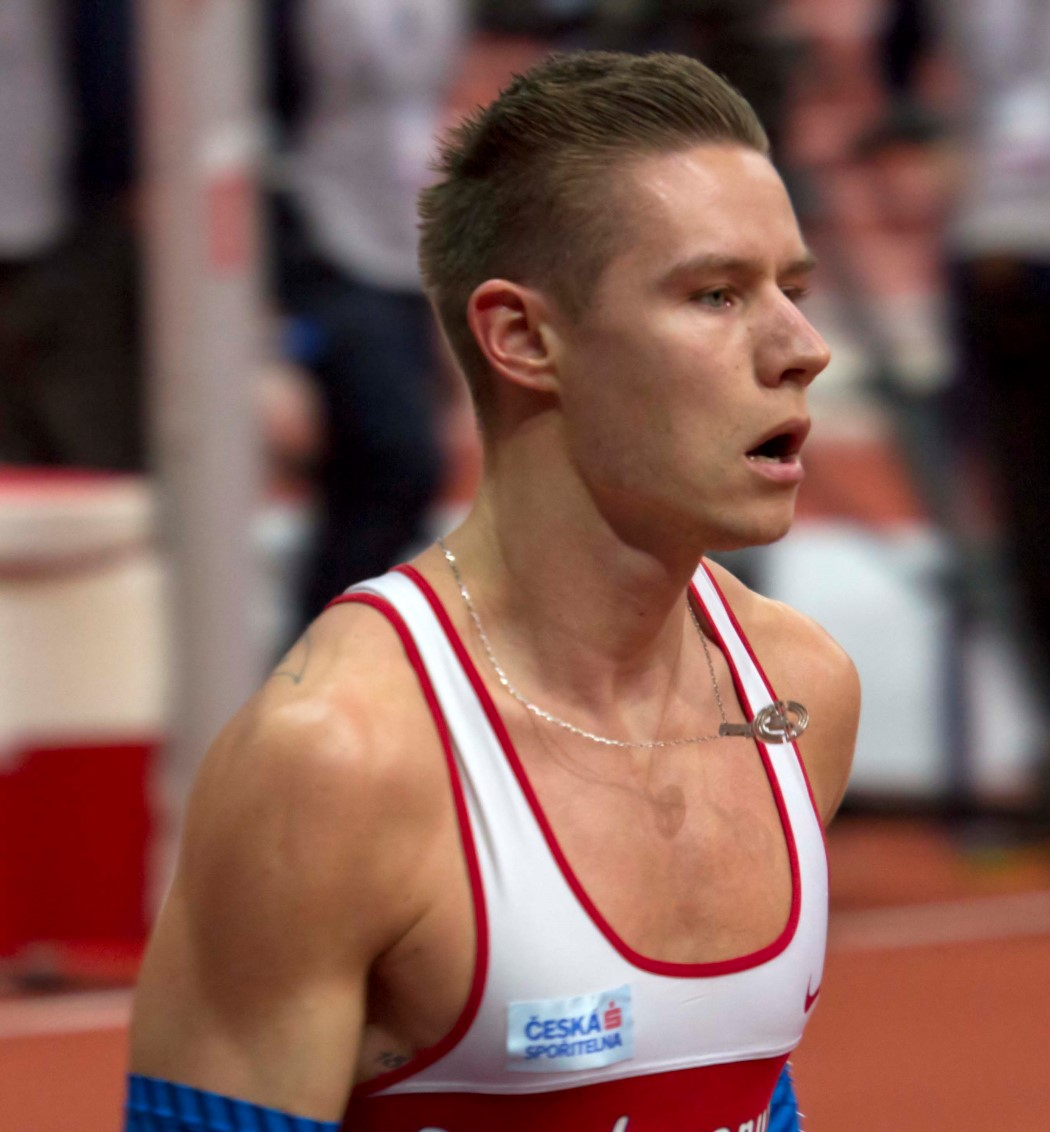
Pavel Maslák hatte im Halbfinale mit 44,84 s einen tschechischen Rekord aufgestellt und wurde im Finale mit 44,91 s Fünfter
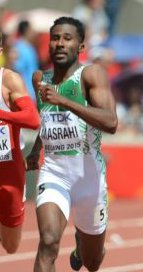
Youssef Masrahi – Sechster in 44,99 s – im Halbfinale war er mit 44,61 s Landesrekord für Saudi-Arabien gelaufen
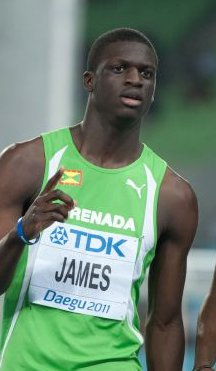
Titelverteidiger Kirani James erreichte zwar das Finale, musste sich jedoch mit Rang sieben begnügen

## Video
- IAAF Moscow 2013 Mens 400m Final LaShawn MERRITT Wins, youtube.com, abgerufen am 18. Januar 2021